# Badula
Genre
Badula est un genre de plantes à fleurs de la famille des Primulaceae, qui comporte 17 espèces. La majorité de ce genre est endémique de l'Archipel des Mascareignes.

## Liste d'espèces
Espèces endémiques de l'Archipel des Mascareignes  :
- Badula balfouriana
- Badula barthesia
- Badula borbonica
- Badula crassa
- Badula decumbens
- Badula fragilis
- Badula grammisticta
- Badula insularis
- Badula multiflora
- Badula nitida
- Badula ovalifolia
- Badula platyphylla
- Badula reticulata
- Badula richardiana

Espèces endémiques de Madagascar  :
- Badula leandriana
- Badula sieberi
- Badula pervilleana